# Nonacris transequa
Nonacris transequa är en tvåvingeart som beskrevs av Walker 1856. Nonacris transequa ingår i släktet Nonacris och familjen vapenflugor. Inga underarter finns listade i Catalogue of Life.